# Владимир Кличко — Лаймон Брюстер (2007)
Владимир Кличко — Лаймон Брюстер II — двенадцатираундовый боксёрский поединок в тяжёлой весовой категории за титулы чемпиона мира по версиям IBF и IBO, которые принадлежали Владимиру Кличко.
Этот поединок стал вторым для боксёров. Первый бой состоялся 10 апреля 2004 года на базе гостиничного развлекательного комплекса Mandalay Bay Resort & Casino (Лас-Вегас, США). Поединок проходил с преимуществом украинского спортсмена, в третьем раунде Кличко отправил соперника в нокдаун. Однако уже в 5-м раунде Кличко начал уставать, этим воспользовался Брюстер и сумел отдать ему нокдаун. После того как завершился этот раунд, между боксёрами стал рефери, Владимир зацепился за его ногу и упал, к тому моменту он был совершенно обессиленным и не смог встать. В итоге победа техническим нокаутом в 5-м раунде была присуждена Брюстеру.
Поединок состоялся 7 июля 2007 года на Ланксесс-Арене (Кёльн, Германия). Бой проходил с преимуществом украинского боксёра, который на протяжении всего поединка наращивал активность. Брюстер же пытался нанести нокаутирующий удар, но не сумел этого сделать. В пятом раунде Владимир Кличко потряс соперника, но тот сумел устоять на ногах. В перерыве между шестым и седьмым раундами тренер Брюстера Бадди Макгирт попросил рефери прекратить поединок.

## Предыстория
Впервые Лаймон Брюстер и Владимир Кличко встретились на ринге 10 апреля 2004 года в бою за вакантный титул чемпиона мира в тяжёлом весе по версии WBO. На протяжении поединка доминировал Кличко, он наносил больше ударов, чем соперник и в 4-м раунде послал Брюстера в нокдаун. Однако в следующем раунде Кличко устал, этим воспользовался Брюстер и дважды отправил его в нокдаун. В момент окончания раунда между боксёрами стал Роберт Бёрд, и Владимир Кличко споткнулся о его ногу. Кличко с трудом поднялся на ноги и рефери остановил поединок. Вскоре после боя появилась версия о том, что Владимир Кличко мог быть отравлен перед поединком.
После победы над Владимиром Кличко, Брюстер провёл три успешные защиты титула: 4 сентября 2004 года он победил раздельным судейским решением австралийца Кали Миена (29-1), 21 мая 2005 года нокаутировал в 1-м раунде поляка Анджея Голоту (38-5-1) и 28 сентября того же года победил техническим нокаутом в 9-м раунде немца албанского происхождения Луана Красничи (28-1-1). 1 апреля 2006 года Брюстер проиграл единогласным судейским решением белорусу Сергею Ляховичу (22-1). В бою с Ляховичем Брюстер получил травму глаза и сделал перерыв в карьере, который продлился 15 месяцев. После возобновления карьеры первым поединком Брюстера стал реванш с Владимиром Кличко.
В сентябре 2005 года Владимир Кличко победил единогласным судейским решением нигерийского боксёра Сэмюэля Питера и стал одним из главных претендентов на поединок за титулы чемпиона мира по версиям IBF и WBO, которыми владели американцы Крис Бёрд и его двоюродный брат Лаймон Брюстер. Затем 22 апреля 2006 года состоялся второй бой между Владимиром Кличко и Крисом Бёрдом за чемпионский титул Бёрда и за вакантный титул чемпиона по версии IBO. Бой завершился победой Кличко техническим нокаутом в 7-м раунде. После победы над Бёрдом Кличко-младший провёл две защиты титулов против американцев Кельвина Брока (29-0) и Рэя Остина (24-3-4),  а затем вышел на второй бой против Брюстера.
Фаворитом в поединке считался Владимир Кличко. Многие эксперты считали, что из-за столь длительного перерыва в карьере боксёрские качества Брюстера заметно ухудшились, и поединок не будет конкурентным. Также эксперты отмечали, что Владимир Кличко, который на тот момент находился на пике своей спортивной формы и продолжал прогрессировать в развитии своих боксёрских умений, будет настроен «уничтожить Брюстера».

Проигрыш Лэймону в апреле 2004-го оставил своеобразные царапины на моем имидже и сердце. Они мешали мне. Они болели. Три последних года я мечтал о возможности реваншироваться— Владимир Кличко

## Ход поединка
В самом начале 1-го раунда Брюстер бросился в атаку, пытаясь сократить дистанцию. Однако Владимир Кличко начал пробивать джебы (прямые удары) с левой руки, чем и остановил соперника. На протяжении поединка левый джеб являлся основным ударом для Кличко, большинство из этих ударов доходили до подбородка соперника, но Брюстер не был потрясён ими.
За 1-й раунд Кличко выбросил 46 прямых ударов, 21 из которых дошли до цели. В последующем Кличко продолжал наращивать активность, и среднее число прямых ударов выпущенных украинцем со 2-го по 5-й раунды, составляло около 60 джебов за раунд.  Брюстер же сделал ставку на акцентированный удар, в первом раунде он выпустил 18 таких ударов, а попал 11, в последующем число выпущенных ударов и попаданий сокращалось. Так, в последнем 6-м раунде он выпустил 11 акцентированных ударов, из них до цели дошло только три.
В первой половине второго раунда Брюстер предпринял несколько попыток сблизится с Кличко и нанести ему нокаутирующий удар, но эти попытки не увенчались успехом. Начиная с третьего раунда, Владимир Кличко выглядел более уверенным в себе и начал увеличивать своё преимущество с помощью прямых ударов, его тренер Эмануэль Стюарт в перерыве между раундами сказал: Очень скоро ты вообще нокаутируешь его джебом. 
После начала 5-го раунда Лаймон Брюстер выглядел уставшим и не сконцентрированным. В том же раунде, находясь возле канатов, он пропустил акцентированный правый прямой удар, после чего некоторое время находился в состоянии грогги. Затем Кличко решил развить свой успех и выпустил левый кросс и правый прямой, которые пришлись точно в цель. Однако Брюстер продолжал стоять на ногах. В перерыве между 5-м и 6-м раундами тренер Брюстера, Бадди Макгирт, сказал, что если в следующем раунде Брюстер не изменит ситуацию, то он остановит поединок. В шестом раунде Кличко продолжал наращивать своё преимущество и в перерыве между шестым, и седьмым раундами тренер обратился к рефери с призывом остановить поединок.
В итоге победа была присуждена Владимиру Кличко с формулировкой RTD6 (ввиду отказа соперника от продолжения поединка после 6-го раунда).

Вы все видели, что Владимир был явно сильнее Лэймона. Сильнее по всем показателям. Я понимал уже с третьего раунда, что чем дальше будет идти поединок, тем больше шансов у Владимира нокаутировать Лэймона. Владимир был настроен на то, что бы убить его. Я несколько раз предупреждал Лэймона о том, что сниму его с поединка, если он не изменит свою стратегию и ход поединка. После пятого раунда, я уже строго предупредил его, что если он хочет быть нокаутирован, то он будет нокаутирован. Он должен был изменить свою тактику. Но Лэймон принял слишком много ударов Владимира и потому не смог измениться. Я принял решение снять своего подопечного с боя, поскольку Владимир открыто начинал искать нокаут, а я не хотел, чтобы мой боец рисковал жизнью.— Бадди Макгирт
| Счёт судейских записок (на момент остановки боя) | Счёт судейских записок (на момент остановки боя) | Счёт судейских записок (на момент остановки боя) | Счёт судейских записок (на момент остановки боя) | Счёт судейских записок (на момент остановки боя) | Счёт судейских записок (на момент остановки боя) |
| Майкл Фишер                                      | Майкл Фишер                                      | Деннис Нельсон                                   | Деннис Нельсон                                   | Альфред Буквана                                  | Альфред Буквана                                  |
| ------------------------------------------------ | ------------------------------------------------ | ------------------------------------------------ | ------------------------------------------------ | ------------------------------------------------ | ------------------------------------------------ |
| Владимир Кличко                                  | Лаймон Брюстер                                   | Владимир Кличко                                  | Лаймон Брюстер                                   | Владимир Кличко                                  | Лаймон Брюстер                                   |
| 60                                               | 54                                               | 60                                               | 54                                               | 60                                               | 54                                               |

### Статистика ударов
| Боксёр                                                       | Владимр Кличко | Лаймон Брсюстер |
| ------------------------------------------------------------ | -------------- | --------------- |
| Джебы (попадания/выпущено всего (процент попаданий))         | 162/346 (47%)  | 42/187 (22%)    |
| Силовые удары (попадания/выпущено всего (процент попаданий)) | 37/88 (42%)    | 28/61 (46%)     |
| Попаданий всего/Ударов всего (процент попаданий)             | 199/434 (46%)  | 70/248 (28%)    |

## Андеркарт
В таблице перечислены результаты всех поединков боксёров.
В каждой строке указан результат поединка. Дополнительно номер поединка обозначен цветом, который обозначает итог поединка. Расшифровка обозначений и цветов представлена в нижеследующей таблице.
| Пример | Расшифровка                     |
| ------ | ------------------------------- |
|        | Победа                          |
|        | Ничья                           |
|        | Поражение                       |
|        | Планируемый поединок            |
|        | Поединок признан несостоявшимся |
| КО     | Нокаут                          |
| ТКО    | Технический нокаут              |
| PTS    | Решение судей (по очкам)        |
| UD     | Единогласное решение судей      |
| MD     | Решение большинства судей       |
| SD     | Раздельное решение судей        |
| RTD    | Отказ от продолжения боя        |
| DQ     | Дисквалификация                 |
| NC     | Поединок признан несостоявшимся |

| Боксёр                     | Итог поединка | Боксёр                      | Примечания                                                        |
| -------------------------- | ------------- | --------------------------- | ----------------------------------------------------------------- |
| Владимир Кличко (48-3)     | RTD6 (12)     | Лаймон Брюстер (33-3)       | Бой за титулы чемпиона мира тяжёлом весе по версиям IBF и IBO.    |
| Заурбек Байсангуров (15-0) | UD12 (12)     | Хуссейн Байрам (24-2)       | Бой за титул чемпиона Европы в первом среднем весе по версии EBU. |
| Джонатон Бенкс (16-0)      | TKO4 (12)     | Густаво Энрикес (15-7)      | Бой за титул чемпиона в первом тяжёлом весе по версии NABO WBO    |
| Энди Ли (9-0)              | KO2 (8)       | Томас Хенгстбергер (12-4-2) | Рейтинговый бой в среднем весе.                                   |
| Вилмос Балог (14-0)        | UD6 (6)       | Пьетро д'Алессио (5-4-1)    | Рейтинговый бой в первом среднем весе.                            |
| Робин Красники (16-2)      | UD6 (6)       | Берри Батлер (23-12)        | Рейтинговый бой в полутяжёлом весе.                               |
| Биш Баракат (4-1-1)        | TKO2 (6)      | Стефано д'Алессандро (6-1)  | Рейтинговый бой во втором полулёгком весе.                        |
| Рюдигер Мэй (41-5-3)       | KO3 (6)       | Дземайл Скрижели (4-4-1)    | Рейтинговый бой в первом тяжёлом весе.                            |

## После боя
Следующий свой поединок Владимир Кличко провёл 23 февраля 2008 года в Нью-Йорке, его соперником стал чемпион мира по версии WBO Султан Ибрагимов (22-0-1). Владимир Кличко доминировал на протяжении всего поединка, работая джебами и срывая атаки противника, при этом он уделял большое внимание защите, что лишило поединок зрелищности. Несмотря на свою манеру ведения боя, Владимир Кличко одержал уверенную победу в поединке единогласным судейским решением (119 — 110, 117 — 111 и 118 — 110) и поворотно завоевал титул чемпиона мира по версии WBO.
После поражения от Владимира Кличко, Брюстер провёл ещё четыре поединка на профессиональном ринге, два из которых выиграл (30 августа 2008 года нокаутировал своего соотечественника Дэнни Батчелдера (25-5-1) и 14 марта 2009 года победил единогласным судейским решением победил британца Майкла Спротта (31-12)), а оставшиеся 2 проиграл: 29 августа 2009 года проиграл единогласным судейским решением нигерийцу Гбенге Олоукуну (16-1) и 30 января 2010 года провёл свой последний поединок на профессиональном ринге проиграв техническим нокаутом финну Роберту Хелениусу (10-0). После поражения от Хелениуса, Брюстер ослеп на один глаз, из-за чего завершил карьеру.  В 2012 году Брюстер изъявил желание провести третий поединок против Владимира Кличко.

## Комментарии
1. ↑  На самом деле на момент боя на счету Владимира Кличко быть на одну досрочную победу больше. Разночтения в рекорде Владимира Кличко возникли после его поединка с Бико Ботовамунгу 23 августа 1997 года, когда рефери остановил поединок дисквалифицировав Ботовамунгу, затем результат встречи был изменен на победу Кличко техническим нокаутом. Однако на сайте BoxRec, который является одним из самых авторитетных статистических сайтов на данную тему, в отличие от других источников, результат остался прежним[1].